# Bãi Hữu Độ
Bãi Hữu Độ (tiếng Anh: Sandy Shoal; tiếng Filipino: Mabuhangin; tiếng Trung: 神仙暗沙; bính âm: Shénxiān ànshā, Hán-Việt: Thần Tiên ám sa) là một bãi ngầm nhỏ và dốc thuộc cụm Bình Nguyên của quần đảo Trường Sa. Bãi này nằm về phía đông của bãi Rạch Vang và bãi Vĩnh Tuy, cách bãi Vĩnh Tuy khoảng 9 hải lý (16,7 km).
Bãi Hữu Độ là đối tượng tranh chấp giữa Việt Nam, Đài Loan, Philippines và Trung Quốc. Hiện chưa rõ nước nào thực sự kiểm soát bãi này.